# Ордзинуови
Ордзинуови (итал. Orzinuovi, ломб. Urs Nöf, Iurs, лат. Castrum Urceorum Novorum) — город и коммуна в Италии, в провинции Брешиа области Ломбардия.
Население составляет 11 641 человек (на 2004 г.), плотность населения — 232 чел./км². Занимает площадь 48 км². Почтовый индекс — 25034. Телефонный код — 030.
Покровителем населённого пункта считается святой апостол Варфоломей. Праздник ежегодно празднуется 24 августа.